# HD 레디

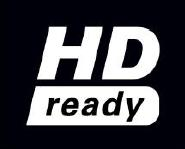

HD-TV 로고: 720p 지원 텔레비전 및 셋톱박스에 쓰인다.

HD 레디(HD Ready)는 고선명 영상을 보여 주는 텔레비전 수상기의 기능과 관련되어 있다. 이 용어는 유럽에서 EICTA가 레이블에 대한 요구를 선언한 2005년 1월 뒤로 공식적으로 쓰이던 용어였다.
EICTA는 고선명 신호를 처리하고 보여 줄 수 있는 디스플레이 장비의 차별화를 위한 품질에 대한 표시로 이 레이블을 소개하였다. "디스플레이 장치의 HD 레이블에 대한 EICTA 조건"에 자세히 나와 있는 최소 기능 요구 사항의 기본으로 제공되어 있다.
미국에서 "HD 레디"는 컴포넌트 비디오나 디지털 입력을 사용하여 고선명 신호를 720p, 1080i, 1080p로 받아들이고 출력할 수 있는 모든 디스플레이를 일컬으며, HD 수신 튜너가 내장되지 않음을 말한다. (HD 수신 튜너가 내장된 제품일 경우 HD 기능을 완전하게 지원하기 때문에 "HD 레디"라는 이름이 붙을 필요가 없다.)

## 역사
HD 레디 인증 프로그램은 2005년 1월 19일 도입되었다. 레이블 및 관련 사양은  룩셈부르크 벳츠도르프 SES 아스트라 본사에서 개최된 2004년 6월 유럽 HDTV 포럼에서 60곳의 방송사와 제조업체 간 동의에 기반하여 만들어졌다.
HD 레디 로고는 외부 원본으로부터 고선명(HD) 영상을 표시할 수 있는 텔레비전 장비에 부여되었다. 그러나 디지털 튜너가 HD 신호를 디코딩할 필요는 없다. 튜너가 있는 장치는 "HD 레디" 디스플레이 장치를 필요로 하지 않는 별도의 "HD TV" 로고로 인증되었다.
HD 레디 인증이 도입되기 전에, 수많은 TV의 원본들과 디스플레이들은 이들이 사실 SDTV 장치였을 때 고선명 영상을 표시할 수 있다고 광고되었다. 아스트라의 마케팅 시니어 VP였던 알렉산더(Alexander Oudendijk)에 따르면 2005년 초에 74개의 다른 장치들이 실제로는 HD가 아니지만 HD에 준비된 것처럼 판매되었다. HD 호환 또는 HD 레디로 광고된 장치들은 HDTV 신호를 입력으로 수신(아날로그 YPbPr 또는 디지털 DVI 또는 HDMI)할 수 있었지만 충분한 화소를 보유하고 있지 않아서 낮은 해상도로 다운스케일링 없이 HD 영상을 표시할 수 없었다.

## HD 레디 TV의 대안
많은 개인용 컴퓨터와 노트북 컴퓨터는 실제로는 HD 레디급 이상이다. 그러나 연결 단자의 요구를 충족하지 못할 경우 "HD 레디"라는 이름이 붙지는 않는다.
1280x720 이상의 해상도를 지원하는 디스플레이를 채용한 충분히 빠른 컴퓨터는 비록 컴퓨터가 HD 레디로 광고가 되지 않는다 할지라도 HD 영상을 보여 줄 수 있다. 이 영상은 인터넷이든, 데이터 파일이든, DTV 수신 카드이든 간에 상관 없이 사용할 수 있다. 인터넷에는 이미 영화, 비디오 게임 트레일러와 같은 몇 가지의 HD 영상이 올려져 있다.

## HD 레디 (1080p) 요구 사항
HD 레디 1080p (풀 HD와 동등한 말은 아님)나 더 오래된 HD 레디 로고를 사용하기 위해서는 디스플레이 장치는 다음의 요구 사항을 충족하여야 한다:
|                                                                | HD 레디 1080p | HD 레디                        |
| -------------------------------------------------------------- | ------------- | ------------------------------ |
| 최소 네이티브 해상도                                           | 1920x1080     | 720 수평선 (와이드스크린 비율) |
| 허용 비디오 포맷이 왜곡 없이 보이는가                          | 예            | 아니오                         |
| 1080p 및 1080i 비디오가 오버스캔 없이 보이는가 (1:1 픽셀 매핑) | 예            | 아니오                         |
| 네이티브 비디오 모드가 동등하거나 더 높은 주파수로 보이는가    | 예            | 아니오                         |
| 아날로그 YPbPr HD 입력 지원                                    | 예            | 예                             |
| 디지털 HDMI 또는 DVI HD 입력                                   | 예            | 예                             |
| 720p HD 순차 주사 방식 (1280x720 @50 & 60HZ)                   | 예            | 예                             |
| 1080i HD (1920x1080 비월 주사 방식 @50 & 60HZ)                 | 예            | 예                             |
| 1080p HD (1920x1080 순차 주사 방식 @24, 50 & 60HZ)             | 예            | 아니오                         |
| HDMI 또는 DVI 입력이 복사 보호(HDCP)를 지원하는가              | 예            | 예                             |

"HD 레디"가 붙은 오래된 제품은 HD 영상으로부터 최대의 해상도를 보여 주지 못할 수도 있다. 대부분의 HD 레디 수상기는 더 높은 HD 해상도 (1920x1080), 심지어는 더 낮은 HD 해상도 (1280x720)의 보간법 없이는 픽셀 대 픽셀 표현을 지원할 만큼 충분한 화소를 제공하지 못한다. (CRT 기반 수상기, 플라즈마 기반 1024x768 해상도 수상기) "HD 레디 1080p" 로고가 부착된 제품에는 이러한 제한은 없다.
HD 호환이라는 용어는 유럽에서 HD 레디의 해상도보다 낮게 지원되는 HDMI 호환 디스플레이 장치를 지시할 때 쓰이는 용어이다.
다음의 기술 참조는 위의 내용에 해당한다:
- DVI
- HDMI
- HDCP
- YPbPr

## 같이 보기
- 풀 HD